# Vittel (tổng)
Tổng Vittel là một tổng nằm ở tỉnh Vosges trong vùng Lorraine của Pháp.

## Phân chia hành chính
Tổng Vittel được chia thành 21 xã:
- Bazoilles-et-Ménil: 122 dân
- Contrexéville: 3 708 dân
- Dombrot-le-Sec: 358 dân
- Domèvre-sous-Montfort: 55 dân
- Domjulien: 195 dân
- Estrennes: 93 dân
- Gemmelaincourt: 138 dân
- Haréville: 475 dân
- la Neuveville-sous-Montfort: 127 dân
- Lignéville: 309 dân
- Monthureux-le-Sec: 168 dân
- Offroicourt: 121 dân
- Rancourt: 57 dân
- Remoncourt: 603 dân
- Rozerotte: 185 dân
- They-sous-Montfort: 177 dân
- Thuillières: 160 dân
- Valfroicourt: 258 dân
- Valleroy-le-Sec: 189 dân
- Vittel: 6 117 dân
- Viviers-lès-Offroicourt: 36 dân

## Lịch sử
| Ngày bầu                         | Tên                   | Đảng                        | Tư cách            |
| -------------------------------- | --------------------- | --------------------------- | ------------------ |
| Dữ liệu trước năm 2001 không rõ. |                       |                             |                    |
| 18                               | Jean-Jacques Gaultier | UMP                         | Bác sĩ             |
| tháng 3 năm 2001 - 2007          | René Blein            | Liên minh vận động nhân dân | Giáo dục thể thao. |